# Karl Albert Wollgarten
Karl Albert Wollgarten (spanisch Carlos Alberto Wollgarten; * 27. Januar 1897 in Unterrath, Düsseldorf; † 28. April 1937 in Limón, Costa Rica) war ein deutscher römisch-katholischer Geistlicher und der zweite Apostolische Vikar des dortigen Bistums Limón.

## Leben
Carlos Alberto Wollgarten wurde am 27. Januar 1897 im heutigen Düsseldorfer Stadtteil Unterrath geboren. Er trat der Kongregation der Lazaristen bei und widmete sein Leben dem religiösen Dienst. Er begann seine Studien in der Reichsabtei Stablo-Malmedy in Theux, bevor er zum Kriegsdienst im Ersten Weltkrieg eingezogen wurde. Aus diesem kam er dekoriert mit dem Eisernen Kreuz und im Rang eines Offiziersanwärters wieder in seine Heimat zurück. Anschließend setzte er seine Studien in Prüm fort und erhielt seine Priesterweihe am 6. April 1924 in Trier. Im Anschluss daran war Wollgarten ununterbrochen in Costa Rica seelsorgerisch tätig. 
Am 28. Januar 1935 ernannte Papst Pius XI. ihn zum Apostolischen Vikar von Limón und zum Titularbischof von Chusira. Die Bischofsweihe empfing er am 1. Mai 1935 durch den Apostolischen Nuntius in Costa Rica, Carlo Chiarlo. Mitkonsekratoren waren der Erzbischof von San José, Rafael Otón Castro Jiménez, und Antonio del Carmen Monestel Zamora, Bischof von Alajuela.
In seiner kurzen Amtszeit widmete sich Wollgarten der geistlichen Leitung der katholischen Gemeinschaft in Limón. Seine Amtszeit wurde jedoch durch seinen frühen Tod am 28. April 1937 infolge eines Brandunfalls in seiner Residenz beendet. Er verstarb im Alter von nur 40 Jahren in Limón, Costa Rica.